# Paruyr Sevak, Armenia
Paruyr Sevak là một đô thị thuộc tỉnh Ararat, Armenia. Dân số ước tính năm 2011 là 718 người.